# Johan Öhman
Johan Öhman, född 1785, död på 1800-talet, var en svensk sjöman från Kristinestad som senare tjänstgjorde som rådgivare åt den tripolitanska sjörövarsultanen i över 20 år med namnet Mohammed al-Swid.
Öhman tjänstgjorde som sjöpojke på ett fartyg som kapades i Medelhavet och fördes till Tripoli. Vid 12 års ålder, år 1797, konverterade han till islam och antog namnet Mohammed al-Swid (på svenska: svensk). Öhman var rådgivare åt Tripolis sultan fram till omkring 1820, men det finns ingen information om hans senare livsöden.

## Tiden i Tripoli
Sjöröveri var vanligt i Medelhavet på 1700-talet. År 1797 skickade Sverige fregatten Thetis och två andra fartyg till Medelhavet för att reda ut svenska meningsskiljaktigheter med Tunisien och Tripoli samt för att befria svenska fångar som hade intagits av sjörövare. Thetis anlände till Tripoli i juni 1798, och dess besättning fann sammanlagt 75 svenskar som hade blivit tillfångatagna, inklusive besättningarna från fyra fartyg från Sverige och två fartyg från Sveriges Finland som hade kapats ett år tidigare. De kaptenarna från Finland var Olaus Stänken från Vasa och Anders Öhman från Björneborg. Fångarna som hade konverterat till islam kunde inte friges eftersom muslimer inte tilläts lämna landet. Bland dem fanns tre pojkar: Johan Öhman och två sjöpojkar från det fartyg som hade seglat från Uddevalla. De svenska pojkarna lyckades inte anpassa sig i sitt nya hemland på grund av sitt drickande, men Öhman från Kristinestad uppfostrades tillsammans med Muhammed, som var fem år yngre och favoritpojken till sultanen. Öhman steg i graderna till mameluk, en soldatslav, tills han rymde från sin herre och lämnade landet år 1820.